# Guðni Th. Jóhannesson
Guðni Thorlacius Jóhannesson (pronunție în islandeză: [ˈkvʏðnɪ ˈtʰɔrlaˌsiːʏs ˈjouːhanɛsɔn]; n. 26 iunie 1968, Reykjavík, Islanda) este un politician islandez care a deținut funcția de al șaselea președinte al Islandei. El a preluat mandatul în 2016, după ce a câștigat cele mai multe voturi la alegerile din 2016, 71.356 (39,1%). A fost reales în 2020 cu 92,2% din voturi.
De profesie istoric, Guðni era docent la Universitatea din Islanda înainte de a candida pentru președinție în 2016. Domeniul său de cercetare este istoria modernă islandeză și a publicat lucrări despre Războaiele Codului, criza financiară islandeză din perioada 2008-2011 și președinția islandeză, printre alte subiecte.

## Carieră
Guðni nu a făcut parte din nici un partid politic din Islanda. El a declarat că va fi un „președinte mai puțin politic” decât predecesorul său datorită lipsei de partizanat. Guðni a subliniat importanța unității pentru mica națiune.

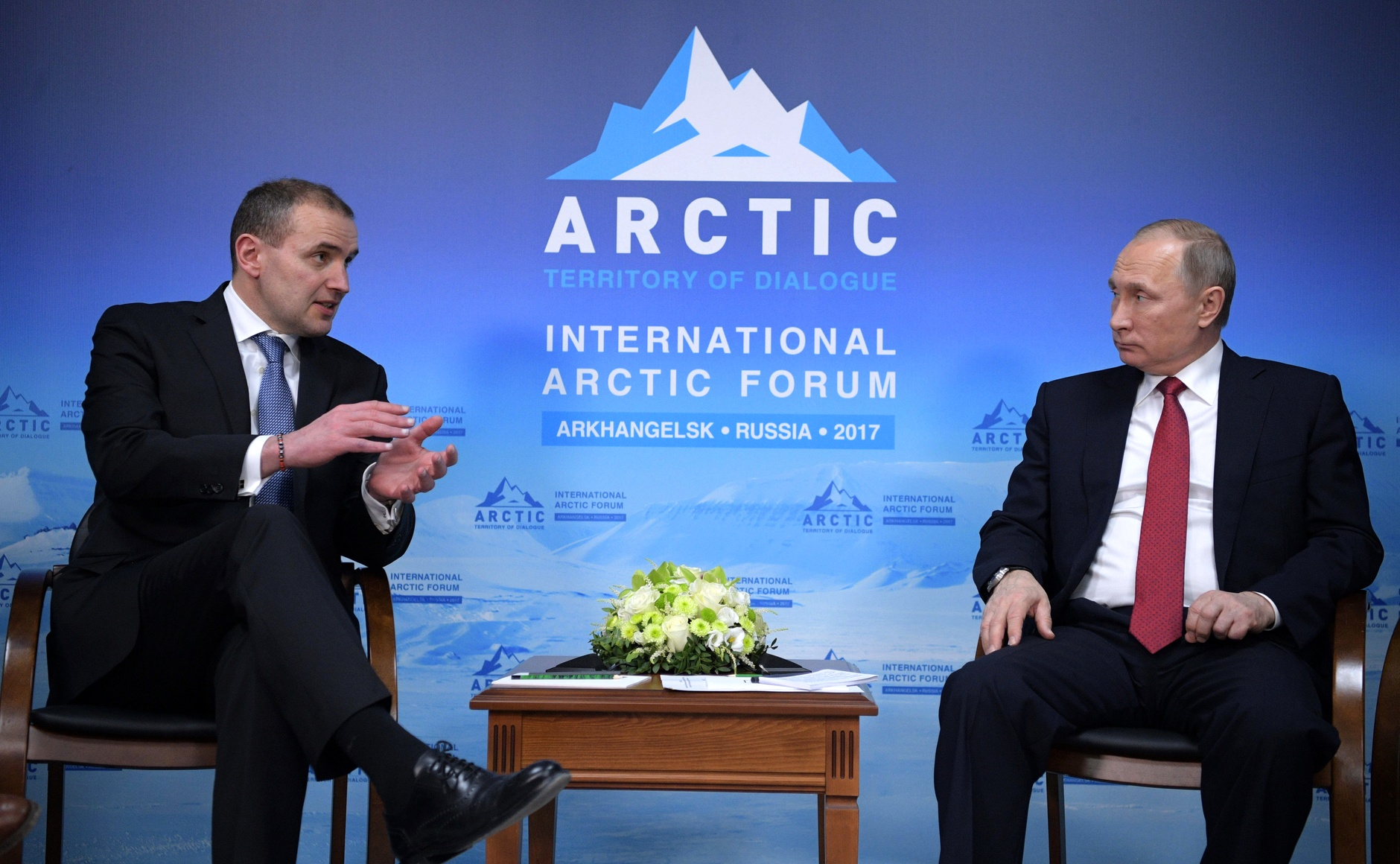
Guðni cu președintele rus Vladimir Putin în Arhanghelsk, Rusia, 2017

Guðni și-a atras atenția internațională în februarie 2017, atunci când el a glumit promițând că va interzice ananasul ca un topping de pizza.

## Viață personală

### Convingeri religioase
Guðni nu face parte din nici o religie organizată, dar a fost crescut în credința catolică. El a părăsit Biserica Catolică din cauza răspunsului întârziat al acestei instituții la rapoartele de abuzuri efectuate de preoți. Crezul său este Declarația Universală a Drepturilor Omului, „toate ființele umane se nasc libere și egale în demnitate și în drepturi. Ele sunt înzestrate cu rațiune și conștiință și trebuie să se comporte unele față de altele în spiritul fraternității”.

## Onoruri

### Onoruri islandeze
- Mare maestru al Ordinului Șoimului în grad de mare cruce și colan (1 august 2016)

### Externe Onoruri
- Danemarca: Ordinul Elefantului în grad de cavaler (24 ianuarie 2017)[10]
- Finlanda: Ordinul Trandafirului Alb în grad de mare cruce și colan (31 mai 2017)[11]
- Germania: Crucea Federală de Merit, clasa specială a Marii Cruci (12 iunie 2019)
- Letonia: Ordinul celor Trei Stele în grad de comandor cu mare cruce și colan (16 noiembrie 2018)[12]
- Norvegia: Ordinul Sfântul Olaf în grad de mare cruce (21 martie 2017).[13]
- Suedia: Ordinul Regal al Serafimului în grad de cavaler (17 ianuarie 2018)[14]

## Strămoși
Guðni este rudă înderpărtată a fostului președinte al SUA, Barack Obama: aceștia sunt verișori de gradul 24. Conexiunea este realizată prin originea scoțiană a lui Obama, dar, deoarece aproape toți islandezii sunt descendenți ai episcopului Gottskálk grimmi Nikulásson, toți sunt rude îndepărtate ai lui Obama. Guðni are strămoși comuni cu președintele american Donald Trump prin descendența lor din Haakon al V-lea al Norvegiei.